# 羅傑·巴特
羅傑·巴特（英語：Roger Bart，1962年9月29日—）是美國的一位演員和歌手。他獲得過托尼獎和美國演員工會獎。他的父母是教師和化學工程師。